# Vol Aeroflot 593
Le vol Aeroflot 593 était un vol international régulier entre l'aéroport international Cheremetievo, à Moscou, et l'aéroport international Kai Tak, à Hong Kong. Le 23 mars 1994, l'Airbus A310 qui assurait ce vol s'est écrasé près de Mejdouretchensk, en Russie, lors de la phase de croisière. Les 63 passagers et 12 membres d'équipage sont tous morts sur le coup.
La boîte noire a révélé la présence des enfants du second commandant de bord (commandant de remplacement), dans le cockpit, sa fille de 13 ans et son fils de 15 ans, lequel était aux commandes au moment de l'accident. Par inadvertance, le fils du pilote a partiellement désactivé le pilote automatique, alors qu'il était assis aux commandes de l'avion, entrainant un décrochage et une perte de contrôle catastrophique.

## Contexte

### Avion
L'appareil impliqué dans l'accident est un Airbus A310-304, immatriculé F-OGQS (numéro de série 596) et livré neuf à Aeroflot le 11 décembre 1992. Propulsé par deux turboréacteurs de type General Electric CF6-80C2A2, il a effectué son vol inaugural le 11 septembre 1991, totalisant 5 375 heures de vol et 846 cycles (décollage/atterrissage) au moment de l'accident.
Il fait partie des cinq A310 opérant pour Russian International Airlines, une division autonome d'Aeroflot créée pour les liaisons vers l'Extrême-Orient russe et vers l'Asie du Sud-Est. En moyenne, les trois pilotes assurant le vol cumulaient environ 900 heures de vol avec ce type d'avion.

### Passagers et équipage
Parmi les 63 passagers à bord, 40 sont des ressortissants russes, dont environ 30 employés de la compagnie aérienne avec des membres de leurs familles. Les 23 passagers restants étaient pour la plupart des hommes d'affaires originaires de Hong Kong et de Taïwan, en voyage d'affaires en Russie.
Le commandant du vol 593 est Andreï Viktorovitch Danilov (40 ans), embauché par Aeroflot en novembre 1992. Il cumule plus de 9 500 heures de vol, dont 950 heures sur A310, dont 895 heures en tant que commandant de bord.
Le copilote est Igor Vassilievitch Piskariov (33 ans), engagé par la compagnie aérienne en octobre 1993, qui totalise 5 885 heures de vol, dont 440 heures sur A310.
Le commandant de relève est Iaroslav Vladimirovitch Kudrinsky (39 ans), embauché par Aeroflot en novembre 1992 ; il totalise plus de 8 940 heures de vol, dont 907 heures sur A310. Il a également beaucoup d'expérience avec différents types d'avions, notamment le Yakovlev Yak-40, l'Antonov An-12 et l'Iliouchine Il-76.
Neuf membres du personnel navigant commercial (PNC) étaient également à bord de l'avion.

## Déroulement des faits
Peu après minuit, le vol 593 était en route depuis l'aéroport international Cheremetievo de Moscou et à destination de l'aéroport international Kai Tak de Hong Kong, avec 75 personnes à bord. Le second commandant de bord, Iaroslav Kudrinsky, emmenait alors ses deux enfants sur leur premier vol international, et ils ont été amenés dans le cockpit pendant qu'il était pilote en fonction (PF). Cinq personnes étaient donc dans le poste de pilotage : Kudrinsky ; le copilote Piskaryov ; le fils de Kudrinsky, Eldar (15 ans) ; et sa fille Yana (13 ans) ; et un autre pilote, Vladimir Makarov, qui volait alors en tant que passager.
Avec le pilote automatique enclenché, Kudrinsky, contrairement au règlement de la compagnie aérienne, a laissé ses enfants prendre les commandes de l'avion. En premier, sa fille Iana s'est assise au siège avant gauche du pilote à 00 h 43. Sans désactiver le pilote automatique, le commandant a légèrement ajusté le cap. Aussitôt, l'avion a légèrement viré vers la gauche, lui donnant l’impression qu'elle était en train de contrôler l'avion, alors qu'elle n'en avait en réalité aucun contrôle. Peu de temps après, à 00 h 51, Eldar, son fils de 15 ans, a pris la place du pilote.
Un peu moins de quatre minutes plus tard, contrairement à sa sœur, Eldar a appliqué suffisamment de force sur le manche pour désactiver le pilote automatique pendant 30 secondes, obligeant l'ordinateur de vol à commuter les ailerons de l'appareil en mode manuel tout en conservant le contrôle des autres systèmes de vol. Un voyant lumineux s'est alors allumé pour alerter l'équipage de ce désengagement partiel ; les pilotes, qui avaient auparavant piloté des avions de conception soviétique équipés de signaux d'avertissement sonores, n'ont apparemment pas remarqué ce voyant lumineux.
Eldar fut le premier à remarquer l'anomalie, constatant que l'avion vire vers la droite. Peu après, l'indicateur de trajectoire de vol changea pour afficher la nouvelle trajectoire en virage de l'avion. Ce virage étant continu, la trajectoire prédite à l'écran était un virage à 180°. Cette indication est similaire à celle affichée lors d'un circuit d'attente, où un virage à 180° est nécessaire pour maintenir une position stable. Cela perturba les pilotes pendant neuf secondes, pendant lesquelles l'avion passa d'un angle de roulis de 45° à près de 90°, ce qui est supérieur que celui autorisé par la conception de l'A310. Comme l'avion ne peut effectuer un virage aussi prononcé tout en maintenant son altitude, l'avion commença à descendre rapidement. L'augmentation des forces g exercées sur les pilotes et l'équipage rendit la reprise de contrôle extrêmement difficile.
Le pilote automatique n'étant pas désactivé dans l'axe longitudinal, il tente de maintenir l'altitude, en cabrant le nez de l'avion et augmentant la poussée des moteurs. En conséquence, l'avion commença à décrocher ; le pilote automatique, incapable d'y faire face, se désactive complètement. Au même moment, l'écran du pilote automatique s'éteignit. Pour sortir du décrochage, un système automatique abaissa le nez et fit piquer l'avion. La réduction des forces g permit à Kudrinsky de reprendre place dans son siège. Le copilote Piskaryov réussit à sortir l'avion du piqué mais surcorrigea, plaçant l'avion dans une ascension presque verticale. Cela provoqua un nouveau décrochage de l'avion, le faisant partir en  vrille. Pendant la descente, Kudrinsky parvint presque à récupérer l'avion mais tira le manche trop brusquement, provoquant une chute rapide de la vitesse. Une autres action sur la gouverne de direction envoya alors l'avion dans une seconde vrille, cette fois à plat. 
Bien que Kudrinsky et Piskaryov aient réussi à reprendre le contrôle et à remettre les ailes à plat, ils ignoraient jusqu'où ils étaient descendus et leur altitude était alors trop basse pour permettre une recupération à temps. L'A310 s'est écrasé à 0 h 58, avec les ailes à plat et son train d'atterrissage rentré, à une vitesse verticale élevée, estimée à 70 m/s (140 nœuds (250 km/h)). Seize minutes se sont écoulées entre le moment où les enfants de Kudrinsky ont pris place aux commandes et le crash de l'avion. Il n'y a eu aucun survivant parmi les 75 occupants de l'appareil. Aucun appel de détresse n'a été lancé avant le crash. 
L'épave du vol 593 a été localisée sur une colline isolée dans le massif de l'Alataou de Kouznetsk, à environ 20 km à l'est de Mejdouretchensk, dans l'oblast de Kemerovo-Kouzbass ; les enregistreurs de vol ont été retrouvés le deuxième jour des recherches. Les familles des victimes russes ont déposé des fleurs sur le site du crash, tandis que les familles des victimes chinoises et taïwanaises ont dispersé des morceaux de papier avec des messages écrits dessus.
Malgré les efforts de l'équipage pour sauver l'avion, il a été conclu plus tard par les enquêteurs que les deux pilotes, en tentant de le redresser en tirant sur le manche, ont aggravé la situation, alors que s'ils avaient simplement lâché les commandes après la première vrille, l'appareil se serait redressé et les systèmes de sécurité auraient pris des mesures pour éviter le crash. Ainsi, l'avion serait revenu automatiquement à son assiette initiale. Les pilotes l'ignoraient, en conséquence de leur formation insuffisante sur l'A310. Ils ignoraient aussi que le pilote automatique de cet avion peut, dans un premier temps, se débrancher partiellement sans déclencher d'alarme sonore ni visuelle. Depuis lors, ces diverses lacunes ont été comblées tant par l'avionneur que par la compagnie russe dans la formation de ses pilotes.

## Médias
L'accident a fait l'objet d'un épisode dans la série télé Air Crash nommé « Un enfant dans le cockpit » (saison 3 - épisode 9).